# Судмалис, Имант Янович
Имант Янович Су́дмалис (партизанский псевдоним — «Андерсон»; 18 марта 1916 года, Венден, Российская империя — 25 мая 1944 года, Рига, Рейхскомиссариат Остланд) — латвийский партизан, один из организаторов и участников советского партизанского движения на территориях Латвии и Белоруссии, оккупированных немецкой армией, Герой Советского Союза (1957, посмертно).

## Биография

### Период ранней революционной активности
Имант Судмалис родился в не очень зажиточной семье: его отец был городским школьным учителем, а мать происходила из крестьянской семьи. Учительством было непросто прокормить семью, поэтому очень скоро семья переехала в портовый город Лиепаю, где глава семьи устроился рабочим Лиепайского металлургического завода.
Весной 1930 года И. Судмалис вместе с братом поступил в государственную гимназию в Елгаве, а осенью 1931 года — на второй курс Лиепайского техникума.
Уже в юности Имант Судмалис заинтересовался коммунистическими идеями и в 1932 году он стал членом коммунистического союза молодёжи Латвии, а позднее — возглавил подпольную комсомольскую организацию в Лиепае.
В 1933 году И. Судмалис участвует в издании и распространении листовок, а также самостоятельно составляет листовку «Обращение к товарищам-школьникам!». Тогда же, в 1933 году, он был арестован вместе с 18 другими активистами Коммунистической партии. 5—8 марта 1935 года состоялся «процесс 19», и Судмалис был осуждён на 4 года принудительных работ.
После освобождения в 1936 году Судмалис возобновил подпольную деятельность, однако был вновь арестован 18 января 1940 года вместе с женой Марией Судмалис по обвинению в причастности к изданию нелегальной газеты «Коммунист» («Komunists»).

### Деятельность в советский период
После ввода советских войск в Латвию в июне 1940 года, И. Судмалис был освобождён из заключения и занял пост редактора газеты «Коммунист», издававшейся в Лиепае. Одновременно он работал в должности секретаря Лиепайского уездного комитета, а также являлся членом ЦК Латвийского комсомола. 24 августа 1940 года И. Судмалис вступил в Коммунистическую партию Латвии.
Под руководством И. Судмалиса в Лиепае была создана агитбригада «Sarkanā Trauksme» («Красный взлёт»), участники которой после начала Великой Отечественной войны создали одну из первых подпольных групп в Лиепае.

### Деятельность в начальный период Великой Отечественной войны
В первый день Великой Отечественной войны, 22 июня 1941 года, в Лиепае был сформирован боевой штаб обороны города во главе с первым секретарём городского комитета партии М. Букой. Было принято решение о мобилизации коммунистов и комсомольцев, создании рабочих отрядов обороны города. Для действий на наиболее ответственных участках штаб обороны города создал ударный комсомольско-молодёжный отряд под командованием Иманта Судмалиса.
В период с 22 до 29 июня 1941 года комсомольский отряд под командованием И. Судмалиса участвовал в обороне Лиепаи. Отряд обеспечивал защиту северо-западного сектора обороны города, оборудовал укрепленные позиции, принимал участие в тушении пожаров.

### Участие в подпольной деятельности и партизанском движении
В ночь с 28 на 29 июня 1941 года Имант Судмалис с группой из 20-25 сторонников покинул город. Вместе с другими «окруженцами» они решили идти на восток, к линии фронта. После того, как было принято решение разделиться, Судмалис вместе с тремя спутниками ушёл на территорию Ниграндской волости. В дальнейшем он пытался восстановить контакты с активистами и сторонниками Советской власти и участвовал в организации подполья на территории Латвии. В конце 1941 года И. Судмалис стал руководителем подпольной организации в Риге, связанной с другими подпольными и партизанскими отрядами и группами.
Зимой 1941—1942 года И. Судмалис покинул Ригу и 25 мая 1942 года присоединился к белорусским советским партизанам из отряда Иванова (в будущем ставшим основой партизанского отряда имени М. В. Фрунзе), действовавшим в районе между Себежем, Освеей и Полоцком. Некоторое время партизаны из команды Судмалиса действовали вместе с известным белорусским партизаном И. К. Захаровым.
Вместе с другими партизанами отряда Судмалис (действовавший под псевдонимом «Андерсон») принимал участие в боевых операциях, а также занимался аналитической и разведывательной деятельностью:
- в мае 1942 года Судмалис провёл первую самостоятельную боевую операцию, организовав засаду на автомашину с солдатами: в результате, был уничтожен грузовик, убито 16 из 20 гитлеровцев, находившихся в машине (четверо остальных сбежали с места боя), партизаны захватили 2 автомата и 16 винтовок[5];
- в середине мая 1942 года И. Судмалис отличился во время атаки партизан автоколонны противника из засады на шоссе Кохановичи — Освея: огнём из пулемёта и гранатами он уничтожил 28 гитлеровцев, а после окончания операции — прикрывал отступление партизан.
- в июне 1942 года группа партизан под командованием Судмалиса уничтожила легковую автомашину, в которой находились немецкий генерал, его адъютант и солдат-водитель. В результате операции были захвачены ценные документы[5].

3 июля 1942 года Судмалис получил направление в Москву от ЦК КП(б) Латвии, в это время он составил аналитическую записку по вопросам организации партизанского движения на территории Прибалтики. После возвращения из Москвы Судмалис продолжает участвовать в боевой деятельности партизан, но в это же время он получил назначение на пост руководителя Рижского подполья.
- Летом и осенью 1942 года Судмалис вместе с другими советскими латвийскими партизанами участвует в рейде отряда «За Советскую Латвию» с территории Ленинградского партизанского края на территорию Латвии, однако операция закончилась неуспехом[5];
- в декабре 1942 года И. Судмалис осуществил переход на территорию Латвии в составе Латышского партизанского отряда, которым командовал В. П. Самсон[5];
- 15 декабря 1942 года И. Судмалис вместе с другими партизанами участвовал в оборонительном бою у деревни Адерево Себежского района[5]. В дальнейшем, вместе с другими партизанами, он участвует в боях с карателями во время начатой немцами операции «Зимнее волшебство»;
- в феврале 1943 года И. Судмалис разработал внезапное нападение на Рундане, здесь были разгромлены полицейский гарнизон и волостное управление, похищены списки жителей, предназначенных к отправке на принудительные работы в Германию и заключению в трудовые лагеря;
- в марте 1943 года Судмалис принимал участие в бою у деревни Прошки и в бою у деревни Васильевщина[5].

### Создание Рижского подпольного комитета
В течение 1943 года Имант Судмалис перемещался по территории Латвии и приграничным областям других прибалтийских республик, БССР и РСФСР, в это время он занимается координацией деятельности подпольных организаций и советских партизан на территории рейхскомиссариата «Остланд». Особое внимание уделялось воссозданию подпольной организации в Риге — административном центре рейхскомиссариата «Остланд».
В августе 1943 года Имант Судмалис был назначен уполномоченным боевых оперативных групп ЦК КП(б) Латвии и ЦК ЛКСМ.
20 июля 1943 года Судмалис прибыл в Ригу вместе с боевой группой Андрея Мацпана. Несмотря на установленный в городе жесткий полицейский режим, осложнявший ведение антифашистской деятельности, ему удалось организовать местных подпольщиков и активизировать их деятельность, наладить связь с иногородними подпольными организациями и Освейской партизанской бригадой.
Уже к осени в городе был создан Рижский подпольный городской комитет комсомола, который возглавил Имант Судмалис (вместе с ним в руководство организации вошли Джемс Банкович, Малдс Скрейя, Я. Крон и К. Мейкшан).
Под руководством И. Судмалиса в Риге были оборудованы нелегальная типография и химическая лаборатория для изготовления взрывчатки, увеличено количество конспиративных квартир, разработана система конспиративной связи, организован сбор разведывательной информации, документов, оружия, боеприпасов, медикаментов и иных материалов для функционирования подполья.
Одной из наиболее значимых операций, организованных в этот период Рижским подпольным центром, стал взрыв 13 ноября 1943 года на Домской площади в Риге, где должен был пройти организованный немецкими властями «митинг протеста» против решений, принятых в октябре 1943 года на Московском совещании министров иностранных дел стран-союзников по антигитлеровской коалиции. В советской историографии утверждалось, что бомба была заложена под трибуну, на которой должен был выступать рейхскомиссар Г. Лозе, и гитлеровцы уцелели только из-за того, что взрыв произошёл раньше намеченного времени. Современный латвийский историк У. Нейбург оценивает произведённый взрыв как непродуманный и преступный террористический акт, так как бомба была заложена не под трибуной, а в мусорном баке и, в случае взрыва в намеченное время, на переполненной Домской площади это могло привести к многочисленным жертвам среди гражданского населения. Взрывное устройство сработало за два с половиной часа до начала митинга и убило троих (в их числе десятилетнего школьника) и ранило двоих прохожих.
Активизация антифашистского подполья не осталась незамеченной контрразведывательными и полицейскими органами противника, которые предприняли значительные усилия для уничтожения Рижского подпольного центра (в том числе, с привлечением агентуры из местных сторонников).

### Предательство и смерть
В феврале 1944 года гестапо в результате предательства удалось выйти на след И. Судмалиса. Он был предупреждён об измене, однако несмотря на грозившую ему опасность быть схваченным, предпочёл прибыть в Ригу, чтобы оповестить подпольщиков. В течение недели ему удавалось действовать на нелегальном положении и не быть арестованным. Предпринятые им действия позволили сохранить организацию.
18 февраля 1944 года Имант Судмалис был арестован вместе с несколькими другими участниками подполья. Задержанные были доставлены в Центральную тюрьму и подверглись допросам с применением пыток и истязаний. Находясь в заключении, Имант Судмалис успел передать за пределы тюрьмы сообщение, в котором предупредил членов подпольной организации о произошедшем предательстве.
25 мая 1944 года Имант Судмалис был повешен как один из руководителей партизанского движения в оккупированной Латвии. По другим данным Судмалис, вместе с Дж. Банковичем, были 13 апреля приговорены Немецким особым судом к смертной казни за совершении взрыва на Домской площади 13 ноября 1943 года.
За несколько дней перед смертью он передал на волю последнее сообщение:

Через несколько часов приведут в исполнение смертный приговор… Я оглянулся на пройденный путь, и не в чём мне себя упрекнуть: в эти решающие для человечества дни я был человеком и борцом. Лишь бы будущее было лучше и счастливее! Оно должно быть таким! Понапрасну не может быть пролито столько крови…
Оригинальный текст (латыш.)
Pēc dažām stundām izpildīs nāves spriedumu… Atskatos uz noieto ceļu un neko sev pārmest nevaru: šajās cilvēcei izšķirošajās dienās es biju cilvēks un cīnītājs. Kaut nu tikai nākotne būtu labāka un laimīgāka! Tai jābūt tādai! Nevar būt, ka tik daudz asiņu izliets velti…

Имант Судмалис был похоронен в Риге, на кладбище Райниса.

## Награды
- Указом Президиума Верховного Совета СССР от 23 октября 1957 года Судмалису Иманту Яновичу присвоено звание Героя Советского Союза посмертно[1].
- Награждён двумя орденами Ленина (28.06.1945, 13.10.1957) и орденом Красной Звезды (15.08.1944) посмертно[11].

## Память

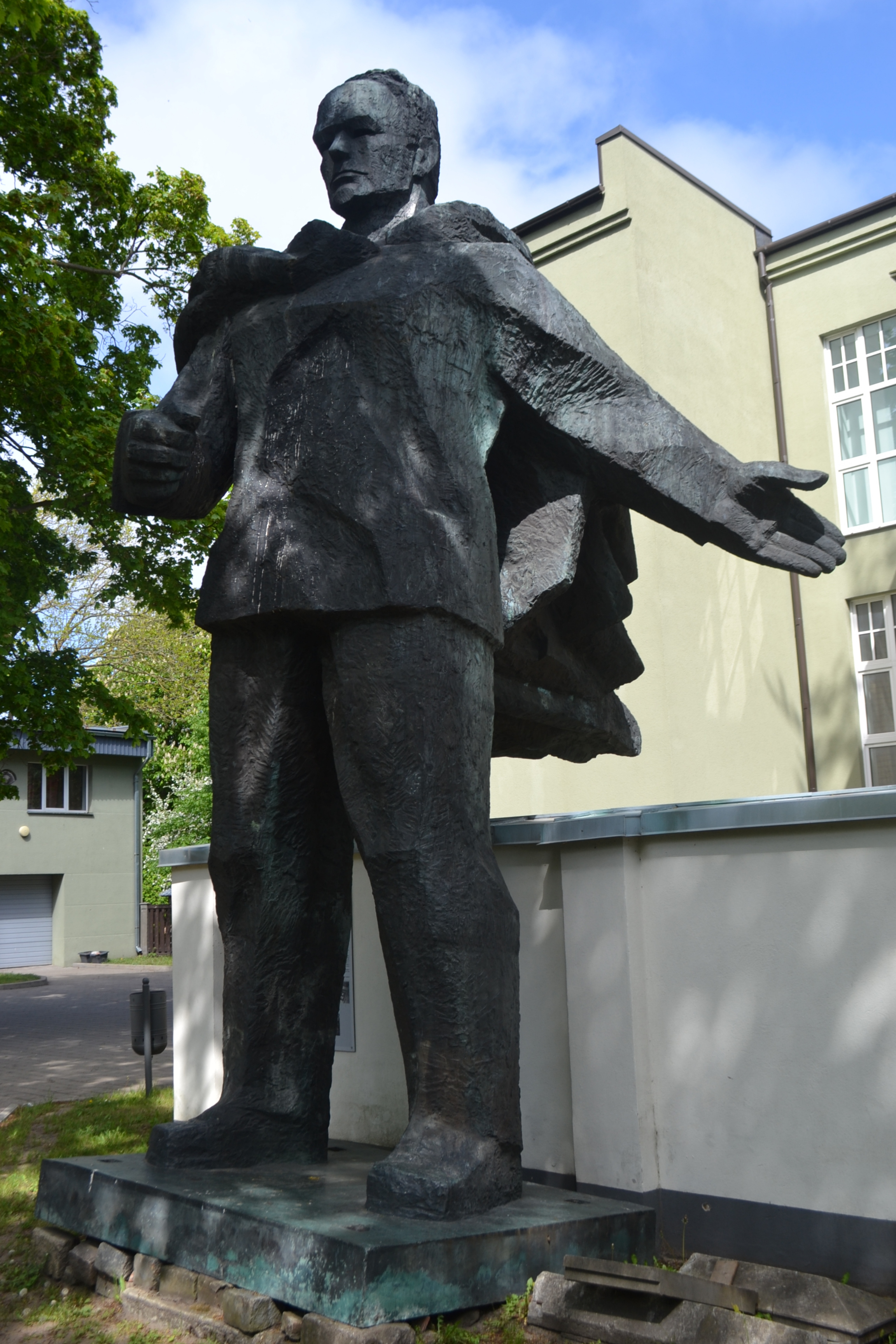
Памятник Судмалису в саду Лиепайского музея

В 1954 году на кладбище Райниса над братской могилой Судмалиса, Дж. Банковича и 3 неизвестных комсомольцев был установлен гранитный памятник (скульптор Лев Буковский) с надписью: «Ваш подвиг нас на подвиг зовёт».
На территории Латвии были установлены памятники Иманту Судмалису:
- в Риге в парке Коммунару (скульптор Леа Давыдова-Медене, 1960) — демонтирован в феврале 1992 года;
- в Лиепае (скульптор Гайда Грундберга, 1978) — демонтирован в 1995 году, скульптура перенесена в сад Лиепайского музея, откуда вывезена в декабре 2022 года[12];
- в Вентспилсе (скульптор Янис Зариньш, 1957) — демонтирован в 1995 году;
- в Цесисе (скульпторы Карлис и Андрей Янсоны, 1958) — демонтирован в 1991 году[13];
- в Алуксне (скульптор Гайда Грундберга, 1970) — парные бюсты Судмалиса и Зои Космодемьянской, демонтированы[14];
- в открытом в 1964 году мемориальном комплексе «Курган Дружбы» на границе Белоруссии, России и Латвии был установлен памятный камень с барельефом Судмалиса[15].

Именем Иманта Судмалиса были названы:
- улица в Старой Риге (после провозглашения в 1991 году независимости Латвии улице было возвращено историческое название Грециниеку);
- улица в Лиепае (в 1992 году восстановлено историческое название улица Кунгу);
- бульвар в Елгаве (в 1989 году возвращено название бульвара Я. Чаксте);
- улица в Минске[16], на которой установлена мемориальная доска в его честь[11];
- школа № 26 в Риге, а также пионерская дружина этой школы[11];
- школа № 8 в Лиепае[17];
- построенный в 1967 году большой морозильный рыболовный траулер БМРТ-245 «Имант Судмалис»[18].

Мемориальные доски:
- В Цесисе по ул. И. Судмалиса (Закю) 17 на доме, где Имант родился — демонтирована[13];
- В Елгаве у здания 2-й средней школы, где Имант учился в 1930—1931 гг. (1974) — демонтирована в 1992 году.